# Pieczyska (województwo opolskie)
Pieczyska – wieś w Polsce, położona w województwie opolskim, w powiecie namysłowskim, w gminie Świerczów.
W latach 1975–1998 miejscowość administracyjnie należała do ówczesnego województwa opolskiego.
| SIMC    | Nazwa   | Rodzaj     |
| ------- | ------- | ---------- |
| 0503830 | Oziąbel | przysiółek |
| 0503847 | Zawada  | przysiółek |
| 0503853 | Zorzów  | przysiółek |